# Selección de fútbol de Haití
La selección de fútbol de Haití (en francés: Équipe d'Haïti de football, y en criollo haitiano: Ekip Foutbòl Ayiti) es el representativo nacional de este país. Es controlada por la Federación Haitiana de Fútbol, perteneciente a la FIFA, CONCACAF y CFU. 
Sus máximos logros internacionales fueron las conquistas de la Copa Concacaf 1973 (clasificatoria al Mundial de 1974), la Copa CCCF de 1957, el Campeonato de la CFU de 1979 y la Copa del Caribe de 2007. En Copa de Oro logró llegar a la fase de semifinales en 2019.

## Historia

### De 1925 a 1970
Haití disputó su primer partido internacional ante su similar de Jamaica el 22 de marzo de 1925 con derrota 1-2. En 1933 se afilió a la FIFA lo que le permitió disputar la eliminatoria para el Mundial de 1934 en el grupo 11 del preliminar. No tuvo una presentación muy afortunada, al disputar tres partidos ante Cuba en Puerto Príncipe, con dos derrotas (1-3, 0-6) y un empate (1-1).

Solo reapareció casi veinte años después para la clasificación al Mundial de 1954 en el grupo 12 del preliminar junto con las selecciones de México y Estados Unidos. Tampoco tuvo una participación muy feliz al quedar última del grupo con 4 derrotas, entre las cuales un 8-0 que le propinó México el 19 de julio de 1953 en Ciudad de México siendo una de las peores derrotas de su historia.

Si bien Haití no regresaría al torneo de eliminatorias al Mundial hasta 1968, sí disputó dos ediciones de la extinta Copa CCCF, certamen donde los Grenadiers se coronaron campeones en 1957. Ya en 1961, Haití se afilió a la Concacaf y disputó la primera edición de la Copa Concacaf de naciones en 1963 aunque los haitianos quedaron en el último lugar. En el torneo de 1967 en Honduras solo pudieron alcanzar el quinto lugar en la ronda final (de seis equipos) con una victoria ante Nicaragua (2-1) por 4 derrotas.

Iniciadas las eliminatorias rumbo al Mundial de 1970, Haití superó la primera ronda al liderar el grupo 2 (por delante de Guatemala y Trinidad y Tobago), eliminó a Estados Unidos en la segunda ronda (2-0, 1-0) aunque fue apeada en la tercera ronda por El Salvador que consiguió clasificar al Mundial de 1970, después de un tercer partido de desempate (1-2, 3-0, 0-1 t.s.). Aunque los haitianos habían clasificado al torneo continental de 1969 tras eliminar a Estados Unidos en la segunda ronda de las mencionadas eliminatorias, su participación fue rechazada por la Concacaf por no haberse inscrito a tiempo.

### La época de oro del fútbol haitiano (años 1970)

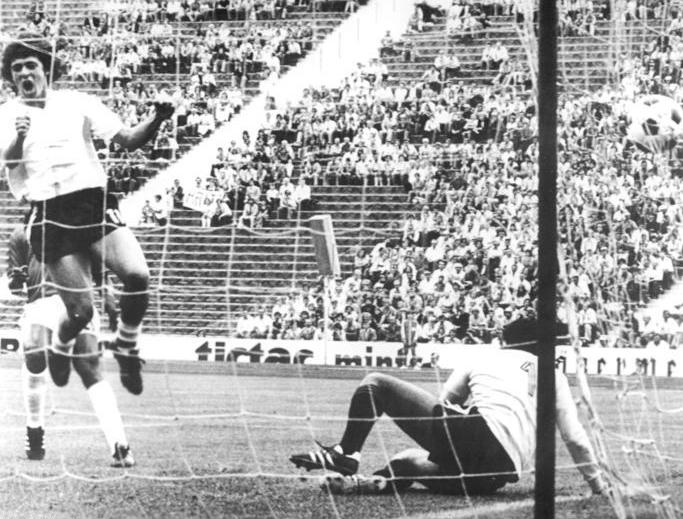
René Houseman celebrando el 2-0 parcial frente a Henri Françillon en la Copa Mundial de 1974.

La década del setenta comenzó con el subcampeonato obtenido en el Campeonato Concacaf de 1971 al concluir la ronda final con 7 puntos, a dos puntos del campeón México. Sin embargo el hecho más relevante de la década ocurriría dos años después en el proceso de clasificación al Mundial de 1974 cuya ronda final también coincidió con la Copa Concacaf de 1973, organizada en Puerto Príncipe. Haití se coronó por primera y única vez hasta la fecha campeón de la Concacaf al acumular 8 puntos en 5 partidos, título que sobre todo le valió participar también por primera y única vez al Mundial de Alemania 1974, siendo la segunda selección del Caribe en conseguirlo (después de Cuba en 1938).

Dirigidos por el emblemático Antoine Tassy, tuvieron una discreta campaña al ser derrotados por los equipos de Italia (1-3), Argentina (1-4) y Polonia (0-7). Sin embargo, Emmanuel Sanon, autor de dos tantos, fue figura en el Mundial.

La década terminaría con un nuevo subcampeonato en la Copa Concacaf de 1977 organizada en Ciudad de México que, al igual que hace 4 años, coincidía con la ronda final de la eliminatoria al Mundial de 1978. Con 7 puntos en 5 partidos, los haitianos volverían a quedar segundos detrás del local México tal como sucedió en 1971. En 1979  los Grenadiers se alzaron con el segundo Campeonato de la CFU, competición predecesora de la futura Copa del Caribe.

### Declive futbolístico (de 1980 a 2000)
Haití volvería a clasificar a la última ronda del torneo de clasificación al Mundial de 1982 organizado en Tegucigalpa (Honduras) que coincidía una vez más con la Copa Concacaf de 1981. Sin embargo los haitianos no repitieron el éxito de la década anterior, al finalizar quintos del torneo con solo 2 puntos, fruto de dos empates ante Canadá (1-1) y México (1-1). Este declive continuaría en el Campeonato Concacaf de 1985, siempre acoplado con las eliminatorias al Mundial de 1986, donde Haití no lograría superar el grupo 2 de la primera fase, finalizando última con 0 puntos detrás de Canadá y Guatemala. Inclusive la Federación Haitiana de Fútbol llegaría a retirar al equipo de todas las competiciones oficiales entre 1986 y 1990. Como consecuencia de esa decisión, Haití no disputó el Campeonato Concacaf de 1989 (clasificatorio al Mundial de 1990), ni las dos primeras ediciones de la Copa del Caribe de 1989 y 1990.
Con la creación de la flamante Copa de Oro de la Concacaf en 1991, la Copa del Caribe se convirtió en el torneo de clasificación al certamen continental. Así pues Haití hizo su retorno en la Copa del Caribe de 1991 aunque no superó la ronda preliminar, eliminada por una peor diferencia de goles que su par de República Dominicana. No disputaría los torneos de 1992 y 1993. En las eliminatorias al Mundial de 1994, Haití fue apeada por Bermudas (0-1, 1-1) durante la segunda fase preliminar. Recién en la Copa del Caribe de 1994 los Grenadiers pudieron clasificar a la fase final aunque no superaron la primera ronda al quedar terceros del grupo B superados por Martinica y Surinam. Sin participación en el torneo de 1995, los haitianos volvieron a clasificarse a la fase final de la edición de 1996 donde, como dos años atrás, volvieron a caer en la primera ronda, en el grupo B, detrás de Cuba y Martinica.

La década del noventa terminaría con la eliminación de Haití a manos de Cuba (1-6, 1-1) en la tercera ronda de la fase de clasificación al Mundial de 1998, después de haber superado a Granada en la ronda anterior (6-1, 1-0).

### Años 2000
Clasificados por primera vez a la Copa de Oro de 2000, merced al tercer lugar obtenido en la Copa del Caribe de 1998 que les otorgó la posibilidad de entrar al certamen mediante un cuadrangular, los haitianos no superaron la primera fase, encuadrados en el grupo B, junto al local Estados Unidos y Perú (invitado especial de la Conmebol). Durante las eliminatorias al Mundial de 2002, Haití superó sin complicaciones a Dominica (4-0, 3-1) antes de caer ante Honduras (0-4, 1-3) que le privó de avanzar a la segunda fase. Subcampeón de la Copa del Caribe de 2001, Haití clasificó a la Copa de Oro de 2002 donde compartió el grupo D junto a Canadá y Ecuador. Derrotados 0-2 por los canadienses, los haitianos se resarcieron al derrotar a su vez 2-0 a Ecuador. Puesto que Ecuador también venció a Canadá por 2-0, los tres equipos acabaron empatados en la tabla en todos los criterios. Haití obtuvo su pase a cuartos de final mediante un sorteo, instancia donde fue derrotada por Costa Rica (2-1).

Si bien Haití no clasificó a las Copas de Oro de 2003 y 2005, sí disputó la fase preliminar de clasificación al Mundial de 2006 al eliminar a Turcas y Caicos (5-0, 2-0) antes de ser a su vez apeada por Jamaica (1-1, 0-3). A pesar de todo, Haití conseguiría en este período su cuarto título internacional al consagrarse campeón de la Copa del Caribe de 2007 derrotando a Trinidad y Tobago (2-1). Esta conquista le abría las puertas de la Copa de Oro de 2007 donde logró empatar ante Guadalupe y Costa Rica por el mismo marcador (1-1) antes de caer derrotada por Canadá (0-2).

Para las eliminatorias al Mundial de 2010, Haití eliminó a Antillas Neerlandesas (0-0, 1-0), resultado que le bastó para avanzar a la tercera fase, en el grupo 3, junto con Costa Rica, El Salvador y Surinam. Solo pudo cosechar 3 puntos, fruto de tres empates ante Surinam (2-2) y El Salvador (0-0) ambos partidos en Puerto Príncipe y 1-1 de nuevo ante Surinam en Paramaribo. La década terminaría sin embargo con una feliz sorpresa para la selección haitiana. En efecto, los haitianos aprovecharon la decisión de la Asociación de Fútbol de Cuba de declinar la invitación a la Copa de Oro 2009 para acceder al evento por medio de un sorteo organizado por la Concacaf entre las selecciones que habían acabado terceras de los grupos de la primera fase de la Copa del Caribe de 2008 (Haití y Trinidad y Tobago). Ya en el certamen, Haití tuvo un desempeño aceptable en la primera fase, empatando contra Estados Unidos (2-2). Finalizó con 4 puntos en su haber, lo que le valió para figurar entre los mejores terceros de la contienda. No obstante, en cuartos de final, los haitianos fueron vapuleados por México (0-4), a la postre campeón del torneo.

### Actualidad (a partir de 2010)
El terrible terremoto del 12 de enero de 2010 paralizó el desarrollo del fútbol en la isla y recién el 2 de septiembre de 2012 la selección volvió a jugar en Puerto Príncipe contra su par de Islas Vírgenes Estadounidenses en el marco de las eliminatorias al Mundial de 2014. Si bien Haití fue rápidamente eliminada de la carrera al Mundial de Brasil 2014 a manos de Antigua y Barbuda, los Grenadiers certificaron su clasificación a la duodécima edición de la Copa de Oro de la CONCACAF.

El 11 de junio de 2013, la selección de Haití consiguió un histórico empate 2-2 ante Italia en partido amistoso disputado en Río de Janeiro, al remontar una desventaja inicial de 0-2. Tres días antes había sucumbido por la mínima ante la poderosa selección española, campeona del mundo y bicampeona europea.

La Copa de Oro 2013 comenzó con una derrota inmerecida del cuadro haitiano (0-2) ante su similar de Honduras habida cuenta de la dominación que ejercieron los caribeños, castigados por su falta de contundencia. Se resarcieron en la segunda jornada al derrotar a Trinidad y Tobago (2-0). Sin embargo terminaron cayendo ante El Salvador (0-1) en un partido marcado por la polémica, merced al penalti inexistente que el colegiado puertorriqueño Javier Santos concedió a los salvadoreños y que les diera a la postre la victoria, sepultando definitivamente las aspiraciones haitianas de avanzar a los cuartos de final.
En agosto de 2013, el cubano Israel Blake fue cesado del puesto de seleccionador y tras un breve interinato conducido por el ex-internacional haitiano Pierre Roland Saint-Jean, el 16 de enero de 2014, el francés Marc Collat fue designado por la Federación Haitiana de Fútbol como seleccionador de los Grenadiers. Disputó su primer encuentro, el 5 de marzo de 2014, frente al representativo de Kosovo, partido histórico por ser el primero con autorización de la FIFA a esta selección balcánica y que concluyó con un empate sin goles.
Afortunadamente para el país caribeño obtuvo gloria en la Copa del Caribe de 2014 donde se le escapó un partido ante Antigua y Barbuda que iba ganando por 2-0 y quedó 2-2, luego goleo a Martinica por 3-0 para luego perder 2-0 ante Jamaica, obtuvo el tercer lugar después de vencer a los cubanos por 2-1. En la copa de oro de 2015 fue emparejado junto a EE. UU., Panamá y Honduras, selecciones consideradas superiores a los haitianos, sin embargo, los haitianos solo perdieron un partido fue ante los EE. UU., con un empate ante Panamá y un triunfo ante Honduras por la mínima, Haití paso a los cuartos de final donde fue eliminado por su similar de Jamaica 1-0.Se puede destacar una victoria en un amistoso frente a El Salvador en condición de visitante por un digno 1-3.
En enero de 2016, los haitianos tenían el partido de repechaje para la Copa América Centenario, enfrentaba a la selección de fútbol de Trinidad y Tobago, el partido terminó 1-0 favor la Haití con gol de Kervenz Belfort en el minuto 85 y los clasificó por primera vez a una Copa América en donde serían eliminados en primera ronda ya que perdió en sus 3 presentaciones frente a selecciones como Perú, Brasil y Ecuador con marcadores de 1-0,7-1 y 4-0.
Actualmente Haití consta de unos cuantos jugadores jugando en Francia ya sea en la primera división o en divisiones inferiores y de jugadores provenientes de la Mayor League Soccer MLS.

## Últimos partidos y próximos encuentros
Actualizado al último partido jugado el 22 de junio de 2025
| Fecha      | Ciudad     | Local             | Resultado | Visitante      | Competencia                     |
| ---------- | ---------- | ----------------- | --------- | -------------- | ------------------------------- |
| 18-11-2024 | Mayagüez   | Puerto Rico       | 0:3       | Haití          | Liga Naciones Concacaf 24/25    |
| 22-03-2025 | Sumgait    | Azerbaiyán        | 0:3       | Haití          | Partido amistoso                |
| 07-06-2025 | Oranjestad | Aruba             | 0:5       | Haití          | Clasificación Copa Mundial 2026 |
| 10-06-2025 | Oranjestad | Haití             | 1:5       | Curazao        | Clasificación Copa Mundial 2026 |
| 15-06-2025 | San Diego  | Haití             | 0:1       | Arabia Saudita | Copa de Oro de la Concacaf 2025 |
| 19-06-2025 | Houston    | Trinidad y Tobago | 1:1       | Haití          | Copa de Oro de la Concacaf 2025 |
| 22-06-2025 | Arlington  | Estados Unidos    | 2:1       | Haití          | Copa de Oro de la Concacaf 2025 |
| 05-09-2025 | Willemstad | Haití             | -:-       | Honduras       | Clasificación Copa Mundial 2026 |
| -09-2025   | San José   | Costa Rica        | -:-       | Haití          | Clasificación Copa Mundial 2026 |
| -10-2025   | Managua    | Nicaragua         | -:-       | Haití          | Clasificación Copa Mundial 2026 |
| -10-2025   | TBD        | Honduras          | -:-       | Haití          | Clasificación Copa Mundial 2026 |
| -11-2025   | Willemstad | Haití             | -:-       | Costa Rica     | Clasificación Copa Mundial 2026 |
| -11-2025   | Willemstad | Haití             | -:-       | Nicaragua      | Clasificación Copa Mundial 2026 |

## Uniformes
| Copa Mundial de 1974 (oficial) | Copa Mundial de 1974 (alternativo) | 2009 Local | 2009 Visita | 2011 Local      | 2011 Visita      |
| 2015 Local                     | 2015 Visita                        | 2016 Local | 2016 Visita | 2018-2019 Local | 2018-2019 Visita |

## Palmarés

### Selección Mayor (Absoluta)
- Copa Concacaf (1): 1973
  - Subcampeón en 1971 y 1977.
- Copa del Caribe (1): 2007
  - Subcampeón en 2001.
- Copa CCCF (1): 1957
- Campeonato de la CFU (1): 1979

#### Torneos amistosos
- Copa Presidente Paul Magloire (1): 1956

## Jugadores

### Última convocatoria
Lista de jugadores para disputar la Copa de Oro de la Concacaf 2025.
| N.º | Nombre               | Posición      | Edad    | PJ | Goles | Club                         |
| --- | -------------------- | ------------- | ------- | -- | ----- | ---------------------------- |
| 1   | Johny Placide        | Portero       | 37 años | 73 | 0     | S. C. Bastia                 |
| 12  | Alexandre Pierre     | Portero       | 24 años | 11 | 0     | F. C. Sochaux                |
| 23  | Garissone Innocent   | Portero       | 25 años | 2  | 0     | F.K. Riteriai                |
| 2   | Carlens Arcus        | Defensa       | 29 años | 44 | 1     | Angers S. C. O.              |
| 3   | François Dulysse     | Defensa       | 26 años | 13 | 0     | K. F. Egnatia                |
| 4   | Ricardo Adé          | Defensa       | 35 años | 47 | 2     | Liga de Quito                |
| 6   | Garven Metusala      | Defensa       | 25 años | 11 | 0     | Colorado Springs Switchbacks |
| 8   | Martin Expérience    | Defensa       | 26 años | 12 | 0     | A. S. Nancy                  |
| 13  | Duke Lacroix         | Defensa       | 31 años | 8  | 2     | Colorado Springs Switchbacks |
| 19  | Wilguens Paugain     | Defensa       | 23 años | 2  | 0     | S. V. Zulte Waregem          |
| 22  | Jean-Kévin Duverne   | Defensa       | 28 años | 9  | 1     | K. V. Kortrijk               |
| 5   | Carl Sainté          | Mediocampista | 22 años | 21 | 0     | Phoenix Rising F. C.         |
| 7   | Belmar Joseph        | Mediocampista | 19 años | 6  | 0     | F. C. Sion                   |
| 14  | Leverton Pierre      | Mediocampista | 27 años | 24 | 0     | L. B. Châteauroux            |
| 17  | Danley Jean Jacques  | Mediocampista | 25 años | 20 | 5     | Philadelphia Union           |
| 21  | Christopher Attys    | Mediocampista | 24 años | 11 | 3     | Calcio Lecco 1912            |
| 7   | Fafà Picault         | Delantero     | 34 años | 15 | 1     | Inter de Miami               |
| 9   | Duckens Nazon        | Delantero     | 31 años | 66 | 40    | Kayserispor                  |
| 10  | Louicius Don Deedson | Delantero     | 24 años | 20 | 7     | Odense B. K.                 |
| 11  | Dany Jean            | Delantero     | 22 años | 16 | 1     | S. C. U. Torrense            |
| 15  | Mikaël Cantave       | Delantero     | 28 años | 20 | 4     | Vancouver F. C.              |
| 16  | Mondy Prunier        | Delantero     | 25 años | 17 | 7     | Francs Borains               |
| 18  | Ruben Providence     | Delantero     | 24 años | 3  | 1     | Almere City F. C.            |
| 20  | Frantzdy Pierrot     | Delantero     | 30 años | 39 | 31    | AEK Atenas                   |
| 25  | Téo James Michel     | Delantero     | 21 años | 2  | 0     | L. B. Châteauroux            |

### Más partidos

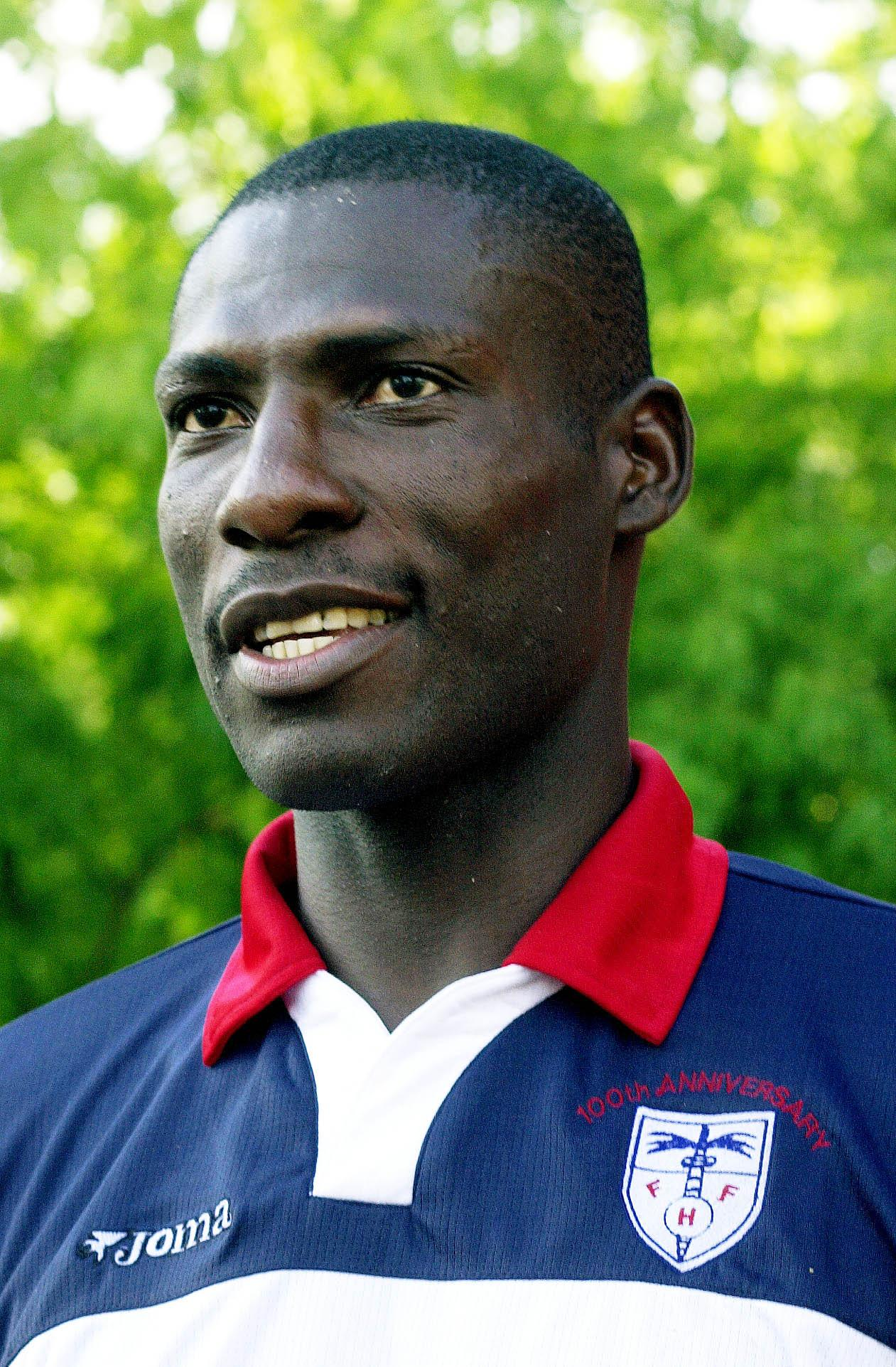
Pierre Richard Bruny es el jugador con más partidos internacionales de Haití con 95 apariciones.

Actualizado el 15 de junio de 2025
| #  | Jugador               | PJ | Goles | Periodo   |
| -- | --------------------- | -- | ----- | --------- |
| 1  | Pierre Richard Bruny  | 95 | 2     | 1998–2010 |
| 2  | Mechack Jérôme        | 80 | 4     | 2008–Act. |
| 3  | Frantz Gilles         | 78 | 2     | 2000–2010 |
| 4  | Johny Placide         | 73 | 0     | 2011–Act. |
| 5  | Duckens Nazon         | 69 | 40    | 2014–Act. |
| 6  | Jean Sony Alcénat     | 67 | 7     | 2006–2016 |
| 6  | Peter Germain         | 67 | 3     | 2001–2012 |
| 8  | Emmanuel Sanon        | 65 | 37    | 1970–1981 |
| 9  | Wilde-Donald Guerrier | 61 | 11    | 2010–2023 |
| 10 | Monès Chéry           | 53 | 6     | 2003–2010 |

### Máximos goleadores

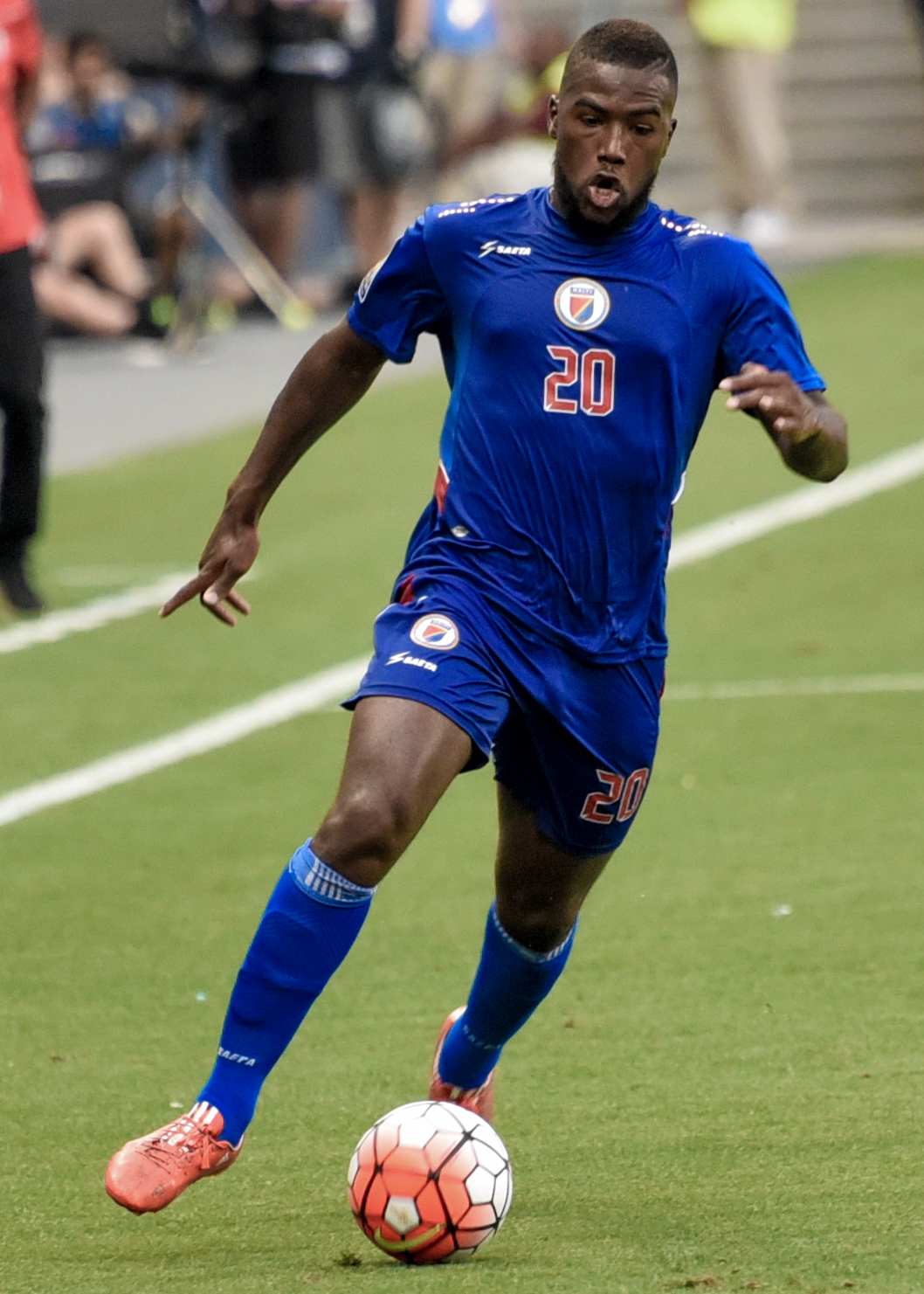
Máximo geleador de la selección de Haití

Actualizado el 15 de junio de 2025
| #  | Jugador               | Goles | Partidos | Promedio | Periodo   |
| -- | --------------------- | ----- | -------- | -------- | --------- |
| 1  | Duckens Nazon         | 40    | 69       | 0.58     | 2014–Act. |
| 2  | Emmanuel Sanon        | 37    | 65       | 0.57     | 1970–1981 |
| 3  | Frantzdy Pierrot      | 31    | 38       | 0.82     | 2018–Act. |
| 4  | Golman Pierre         | 23    | 28       | 0.82     | 1996–2003 |
| 5  | Jean-Philippe Peguero | 16    | 28       | 0.57     | 2003–2013 |
| 6  | Kervens Belfort       | 14    | 41       | 0.34     | 2010–2017 |
| 7  | Éliphène Cadet        | 13    | 42       | 0.31     | 2004–2010 |
| 8  | Carnejy Antoine       | 12    | 21       | 0.57     | 2021–Act. |
| 8  | Jean-Eudes Maurice    | 12    | 30       | 0.4      | 2011–2016 |
| 10 | Alexandre Boucicaut   | 11    | 51       | 0.22     | 2001–2011 |
| 10 | Wilde-Donald Guerrier | 11    | 61       | 0.18     | 2010–2023 |

## Entrenadores
- Édouard Baker[13] (1934)
- Antoine Champagne (1951)
- Paul Baron[13] (1953–1954)
- Dan Georgiadis (1956–1957)
- Lucien Barosy[3] (1957)
- Alfredo Obertello[14] (1959)
- Antoine Tassy (1959; 1961; 1965–1973)
- Ettore Trevisan[15] (1973)
- Antoine Tassy (1973–1974)
- Mladen Kashanine[14] (1975)
- Antoine Tassy (1976)
- Sepp Piontek (1976–1978)
- René Vertus (1978–1980)
- Antoine Tassy (1980–1981)
- Claude Barthélemy (1984–1985)
- Ernst Jean-Baptiste (1991–1992)
- Hervé ''Toto'' Calixte (1995–1997)
- Jean-Robert Vaval (1997–1999)
- Ernst Jean-Baptiste (1999)
- Bernard Souilliez[16] (1999)
- Emmanuel Sanon (2000)
- Elie Jean / Sonche Pierre[17] (2001)
- Jorge Castelli[18] (2001–2002)
- Vicente Cayetano Rodríguez[18] / Andrés Cruciani (2002–2003)
- Juan Amador Sánchez[19] (2003)
- Maxime Augusto[20] (2003)
- Fernando Clavijo (2003–2004)
- Carlo Marcelin (2004–2006)
- Luis Armelio García (2006–2008)
- Sonche Pierre (interino- 2008)
- Wagneau Eloi (2008)
- Jairo Ríos Rendón (2008–2010)
- Edson Tavares (2010–2011)
- Carlo Marcelin (interino- 2011-2012)
- Israel Blake (2012–2013)
- Pierre Roland Saint-Jean (interino- 2013)
- Marc Collat   (2014–2015)
- Patrice Neveu (2015-2016)
- Jean-Claude Josaphat (interino- 2016-2017)
- Marc Collat (2017-2019)
- Jean-Jacques Pierre (2021-2023)
- Gabriel Calderón Pellegrino (2023-2024)
- Sébastien Migné (2024-presente)[1]

## Estadísticas

### Copa Mundial de Fútbol
| Copa Mundial de Fútbol | Copa Mundial de Fútbol | Copa Mundial de Fútbol | Copa Mundial de Fútbol | Copa Mundial de Fútbol | Copa Mundial de Fútbol | Copa Mundial de Fútbol | Copa Mundial de Fútbol |
| Año                    | Ronda                  | J                      | G                      | E                      | P                      | GF                     | GC                     |
| ---------------------- | ---------------------- | ---------------------- | ---------------------- | ---------------------- | ---------------------- | ---------------------- | ---------------------- |
| 1930                   | No participó           | No participó           | No participó           | No participó           | No participó           | No participó           | No participó           |
| 1934                   | No clasificó           | No clasificó           | No clasificó           | No clasificó           | No clasificó           | No clasificó           | No clasificó           |
| 1938                   | No participó           | No participó           | No participó           | No participó           | No participó           | No participó           | No participó           |
| 1950                   | No participó           | No participó           | No participó           | No participó           | No participó           | No participó           | No participó           |
| 1954                   | No clasificó           | No clasificó           | No clasificó           | No clasificó           | No clasificó           | No clasificó           | No clasificó           |
| 1958                   | No participó           | No participó           | No participó           | No participó           | No participó           | No participó           | No participó           |
| 1962                   | No participó           | No participó           | No participó           | No participó           | No participó           | No participó           | No participó           |
| 1966                   | No participó           | No participó           | No participó           | No participó           | No participó           | No participó           | No participó           |
| 1970                   | No clasificó           | No clasificó           | No clasificó           | No clasificó           | No clasificó           | No clasificó           | No clasificó           |
| 1974                   | Primera ronda          | 3                      | 0                      | 0                      | 3                      | 2                      | 14                     |
| 1978                   | No clasificó           | No clasificó           | No clasificó           | No clasificó           | No clasificó           | No clasificó           | No clasificó           |
| 1982                   | No clasificó           | No clasificó           | No clasificó           | No clasificó           | No clasificó           | No clasificó           | No clasificó           |
| 1986                   | No clasificó           | No clasificó           | No clasificó           | No clasificó           | No clasificó           | No clasificó           | No clasificó           |
| 1990                   | No participó           | No participó           | No participó           | No participó           | No participó           | No participó           | No participó           |
| 1994                   | No clasificó           | No clasificó           | No clasificó           | No clasificó           | No clasificó           | No clasificó           | No clasificó           |
| 1998                   | No clasificó           | No clasificó           | No clasificó           | No clasificó           | No clasificó           | No clasificó           | No clasificó           |
| 2002                   | No clasificó           | No clasificó           | No clasificó           | No clasificó           | No clasificó           | No clasificó           | No clasificó           |
| 2006                   | No clasificó           | No clasificó           | No clasificó           | No clasificó           | No clasificó           | No clasificó           | No clasificó           |
| 2010                   | No clasificó           | No clasificó           | No clasificó           | No clasificó           | No clasificó           | No clasificó           | No clasificó           |
| 2014                   | No clasificó           | No clasificó           | No clasificó           | No clasificó           | No clasificó           | No clasificó           | No clasificó           |
| 2018                   | No clasificó           | No clasificó           | No clasificó           | No clasificó           | No clasificó           | No clasificó           | No clasificó           |
| 2022                   | No clasificó           | No clasificó           | No clasificó           | No clasificó           | No clasificó           | No clasificó           | No clasificó           |
| 2026                   | Por disputarse         | Por disputarse         | Por disputarse         | Por disputarse         | Por disputarse         | Por disputarse         | Por disputarse         |
| 2030                   | Por disputarse         | Por disputarse         | Por disputarse         | Por disputarse         | Por disputarse         | Por disputarse         | Por disputarse         |
| 2034                   | Por disputarse         | Por disputarse         | Por disputarse         | Por disputarse         | Por disputarse         | Por disputarse         | Por disputarse         |
| Total                  | 1/22                   | 3                      | 0                      | 0                      | 3                      | 2                      | 14                     |

### Copa de Oro de la Concacaf
| Copa de Oro de la Concacaf | Copa de Oro de la Concacaf | Copa de Oro de la Concacaf | Copa de Oro de la Concacaf | Copa de Oro de la Concacaf | Copa de Oro de la Concacaf | Copa de Oro de la Concacaf | Copa de Oro de la Concacaf |
| Año                        | Ronda                      | J                          | G                          | E                          | P                          | GF                         | GC                         |
| -------------------------- | -------------------------- | -------------------------- | -------------------------- | -------------------------- | -------------------------- | -------------------------- | -------------------------- |
| 1963                       | No clasificó               | No clasificó               | No clasificó               | No clasificó               | No clasificó               | No clasificó               | No clasificó               |
| 1965                       | Sexto lugar                | 5                          | 0                          | 1                          | 4                          | 3                          | 13                         |
| 1967                       | Quinto lugar               | 5                          | 1                          | 0                          | 4                          | 5                          | 9                          |
| 1969                       | Descalificado              | Descalificado              | Descalificado              | Descalificado              | Descalificado              | Descalificado              | Descalificado              |
| 1971                       | Subcampeón                 | 5                          | 2                          | 3                          | 0                          | 9                          | 1                          |
| 1973                       | Campeón                    | 5                          | 4                          | 0                          | 1                          | 8                          | 3                          |
| 1977                       | Subcampeón                 | 5                          | 3                          | 1                          | 1                          | 6                          | 6                          |
| 1981                       | Sexto lugar                | 5                          | 0                          | 2                          | 3                          | 2                          | 9                          |
| 1985                       | Fase de grupos             | 4                          | 0                          | 0                          | 4                          | 0                          | 9                          |
| 1989                       | No participó               | No participó               | No participó               | No participó               | No participó               | No participó               | No participó               |
| 1991                       | No clasificó               | No clasificó               | No clasificó               | No clasificó               | No clasificó               | No clasificó               | No clasificó               |
| 1993                       | No participó               | No participó               | No participó               | No participó               | No participó               | No participó               | No participó               |
| 1996                       | No clasificó               | No clasificó               | No clasificó               | No clasificó               | No clasificó               | No clasificó               | No clasificó               |
| 1998                       | Se retiró                  | Se retiró                  | Se retiró                  | Se retiró                  | Se retiró                  | Se retiró                  | Se retiró                  |
| 2000                       | Fase de grupos             | 2                          | 0                          | 1                          | 1                          | 1                          | 4                          |
| 2002                       | Cuartos de final           | 3                          | 1                          | 0                          | 2                          | 3                          | 4                          |
| 2003                       | No clasificó               | No clasificó               | No clasificó               | No clasificó               | No clasificó               | No clasificó               | No clasificó               |
| 2005                       | No clasificó               | No clasificó               | No clasificó               | No clasificó               | No clasificó               | No clasificó               | No clasificó               |
| 2007                       | Fase de grupos             | 3                          | 0                          | 2                          | 1                          | 2                          | 4                          |
| 2009                       | Cuartos de final           | 4                          | 1                          | 1                          | 2                          | 4                          | 7                          |
| 2011                       | No clasificó               | No clasificó               | No clasificó               | No clasificó               | No clasificó               | No clasificó               | No clasificó               |
| 2013                       | Fase de grupos             | 3                          | 1                          | 0                          | 2                          | 2                          | 3                          |
| 2015                       | Cuartos de final           | 4                          | 1                          | 1                          | 2                          | 2                          | 3                          |
| 2017                       | No clasificó               | No clasificó               | No clasificó               | No clasificó               | No clasificó               | No clasificó               | No clasificó               |
| 2019                       | Tercer lugar               | 5                          | 4                          | 0                          | 1                          | 9                          | 5                          |
| 2021                       | Fase de grupos             | 3                          | 1                          | 0                          | 2                          | 3                          | 6                          |
| 2023                       | Fase de grupos             | 3                          | 1                          | 0                          | 2                          | 4                          | 6                          |
| 2025                       | Fase de grupos             | 3                          | 0                          | 1                          | 2                          | 2                          | 4                          |
| Total                      | 17/28                      | 67                         | 20                         | 13                         | 34                         | 65                         | 96                         |

### Copa América
| Copa América | Copa América   | Copa América | Copa América | Copa América | Copa América | Copa América | Copa América |
| Año          | Ronda          | J            | G            | E            | P            | GF           | GC           |
| ------------ | -------------- | ------------ | ------------ | ------------ | ------------ | ------------ | ------------ |
| 1975 - 2015  | No participó   | No participó | No participó | No participó | No participó | No participó | No participó |
| 2016         | Fase de grupos | 3            | 0            | 0            | 3            | 1            | 12           |
| 2019         | No participó   | No participó | No participó | No participó | No participó | No participó | No participó |
| 2021         | No participó   | No participó | No participó | No participó | No participó | No participó | No participó |
| 2024         | No clasificó   | No clasificó | No clasificó | No clasificó | No clasificó | No clasificó | No clasificó |
| Total        | 1/48           | 3            | 0            | 0            | 3            | 1            | 12           |

### Liga de Naciones de la Concacaf
| Liga de Naciones de la Concacaf | Liga de Naciones de la Concacaf | Liga de Naciones de la Concacaf | Liga de Naciones de la Concacaf | Liga de Naciones de la Concacaf | Liga de Naciones de la Concacaf | Liga de Naciones de la Concacaf | Liga de Naciones de la Concacaf | Liga de Naciones de la Concacaf | Liga de Naciones de la Concacaf |
| Año                             | L                               | G                               | Ronda                           | J                               | G                               | E                               | P                               | GF                              | GC                              |
| ------------------------------- | ------------------------------- | ------------------------------- | ------------------------------- | ------------------------------- | ------------------------------- | ------------------------------- | ------------------------------- | ------------------------------- | ------------------------------- |
| 2019-20                         | A                               | D                               | Cuarto lugar                    | 4                               | 0                               | 3                               | 1                               | 3                               | 4                               |
| 2022-23                         | B                               | B                               | Primer lugar                    | 6                               | 5                               | 1                               | 0                               | 22                              | 5                               |
| 2023-24                         | A                               | B                               | Quinto lugar                    | 4                               | 0                               | 3                               | 1                               | 5                               | 6                               |
| 2024-25                         | B                               | C                               | Primer lugar                    | 6                               | 6                               | 0                               | 0                               | 29                              | 5                               |
| Total                           | Total                           | Total                           | 4/4                             | 20                              | 11                              | 7                               | 2                               | 59                              | 20                              |

### Copa CCCF
| Copa CCCF   | Copa CCCF    | Copa CCCF    | Copa CCCF    | Copa CCCF    | Copa CCCF    | Copa CCCF    | Copa CCCF    |
| Año         | Ronda        | J            | G            | E            | P            | GF           | GC           |
| ----------- | ------------ | ------------ | ------------ | ------------ | ------------ | ------------ | ------------ |
| 1941 - 1955 | No participó | No participó | No participó | No participó | No participó | No participó | No participó |
| 1957        | Campeón      | 4            | 4            | 0            | 0            | 14           | 4            |
| 1960        | Se retiró    | Se retiró    | Se retiró    | Se retiró    | Se retiró    | Se retiró    | Se retiró    |
| 1961        | Cuarto lugar | 6            | 3            | 0            | 3            | 8            | 17           |
| Total       | 2/10         | 10           | 7            | 0            | 3            | 22           | 21           |

## Torneos regionales de la CFU

### Copa de Naciones de la CFU
| Copa de Naciones de la CFU | Copa de Naciones de la CFU | Copa de Naciones de la CFU | Copa de Naciones de la CFU | Copa de Naciones de la CFU | Copa de Naciones de la CFU | Copa de Naciones de la CFU | Copa de Naciones de la CFU |
| Año                        | Ronda                      | J                          | G                          | E                          | P                          | GF                         | GC                         |
| -------------------------- | -------------------------- | -------------------------- | -------------------------- | -------------------------- | -------------------------- | -------------------------- | -------------------------- |
| 1978                       | Tercer lugar               | 3                          | 1                          | 1                          | 1                          | 3                          | 5                          |
| 1979                       | Campeón                    | 3                          | 3                          | 0                          | 0                          | 4                          | 1                          |
| 1981                       | No participó               | No participó               | No participó               | No participó               | No participó               | No participó               | No participó               |
| 1983                       | No participó               | No participó               | No participó               | No participó               | No participó               | No participó               | No participó               |
| 1985                       | No participó               | No participó               | No participó               | No participó               | No participó               | No participó               | No participó               |
| 1988                       | No participó               | No participó               | No participó               | No participó               | No participó               | No participó               | No participó               |
| Total                      | 2/6                        | 6                          | 4                          | 1                          | 1                          | 7                          | 6                          |

### Copa del Caribe
| Copa del Caribe | Copa del Caribe | Copa del Caribe | Copa del Caribe | Copa del Caribe | Copa del Caribe | Copa del Caribe | Copa del Caribe |
| Año             | Ronda           | J               | G               | E               | P               | GF              | GC              |
| --------------- | --------------- | --------------- | --------------- | --------------- | --------------- | --------------- | --------------- |
| 1989            | No participó    | No participó    | No participó    | No participó    | No participó    | No participó    | No participó    |
| 1990            | No participó    | No participó    | No participó    | No participó    | No participó    | No participó    | No participó    |
| 1991            | No clasificó    | No clasificó    | No clasificó    | No clasificó    | No clasificó    | No clasificó    | No clasificó    |
| 1992            | No participó    | No participó    | No participó    | No participó    | No participó    | No participó    | No participó    |
| 1993            | No participó    | No participó    | No participó    | No participó    | No participó    | No participó    | No participó    |
| 1994            | Fase de grupos  | 3               | 1               | 1               | 1               | 4               | 6               |
| 1995            | No participó    | No participó    | No participó    | No participó    | No participó    | No participó    | No participó    |
| 1996            | Fase de grupos  | 3               | 0               | 2               | 1               | 2               | 3               |
| 1997            | Se retiró       | Se retiró       | Se retiró       | Se retiró       | Se retiró       | Se retiró       | Se retiró       |
| 1998            | Tercer lugar    | 5               | 3               | 0               | 2               | 10              | 8               |
| 1999            | Tercer lugar    | 4               | 2               | 0               | 2               | 8               | 12              |
| 2001            | Subcampeón      | 5               | 2               | 2               | 1               | 13              | 6               |
| 2005            | No clasificó    | No clasificó    | No clasificó    | No clasificó    | No clasificó    | No clasificó    | No clasificó    |
| 2007            | Campeón         | 5               | 4               | 0               | 1               | 9               | 5               |
| 2008            | Fase de grupos  | 3               | 1               | 1               | 1               | 4               | 4               |
| 2010            | No clasificó    | No clasificó    | No clasificó    | No clasificó    | No clasificó    | No clasificó    | No clasificó    |
| 2012            | Tercer lugar    | 5               | 3               | 1               | 1               | 7               | 4               |
| 2014            | Tercer lugar    | 4               | 2               | 1               | 1               | 7               | 5               |
| 2016            | No clasificó    | No clasificó    | No clasificó    | No clasificó    | No clasificó    | No clasificó    | No clasificó    |
| Total           | 9/19            | 37              | 18              | 8               | 11              | 64              | 53              |